# Antoine V de Gramont
Antoine V de Gramont, duc de Guiche o Antoni de Gramont (1672 - 16 de setembre de 1725) fou un militar francès membre de la família Gramont.
Era fill gran d'Antoine Charles IV de Gramont i de Marie Charlotte de Castelnau. Als tretze anys es va convertir en un mosqueter i el 1687 havia esdevingut el cap del seu regiment i s'havia casat amb la filla del duc de Noailles. Va participar en el setge de Philippsburg (1688). Va ser nomenat general de brigada el 1694 i va servir en Flandes. El 1696 estava a les ordres del mariscal Catinat i Mariscal Boufflers i se'l va ascendir a mariscal (de Flandes) i el Coronel General (francès) de dragons el 1702. El 1704 va ser nomenat tinent de les armes reials i, el 26 d'octubre d'aquell any, coronel general de la guàrdia francesa. També fou enviat com a ambaixador a la cort de Felip V. El 1709 fou ferit a la batalla de Malplaquet. El 1712 es va convertir en el tinent general de Baiona i el tinent general i governador de Navarra i el Bearn. El 1715 esdevingué conseller de la regència. El 1720 adquirí el títol de duc de Gramont i el 1724 esdevingué mariscal de França. Va morir un any després al seu palau.